# 2195 Tengström
2195 Tengström هو كويكب، يقع ضمن حزام الكويكبات. اكتشف في 27 سبتمبر 1941. وقد اكتشفه ليسي أوترما.

## روابط خارجية
- 2195 Tengström في قاعدة بيانات مختبر الدفع النفاث لأجرام النظام الشمسي الصغيرة

- الاكتشاف · مخطط المدار ·  العناصر المدارية · المعلمات المادية

- 2195 Tengström على موقع ويكي سكاي: DSS2, SDSS, GALEX, IRAS, Hydrogen α, X-Ray, Astrophoto, Sky Map, Articles and images